# 李瑞雨
李瑞雨（韓語：이서우，1633年3月1日—1709年10月14日），字润甫、休徵，號松谷、松坡、癯溪、溪翁，本貫羽溪李氏，朝鲜王朝后期的文臣及儒学者、诗人和作家。許穆、尹鑴的門人。朝鲜王朝后期禮訟時南人的論客之一。
他是南人黨的成员及近畿南人學門的宗匠，也是許穆、尹鑴的繼承者及星湖李瀷的老师。

## 著作
- 《松坡文集》20卷
- 《康史》2卷
- 《萇山後誌》
- 《東萊勝覽書後誌》